# هارولد گرتام
هارولد گرتام (انگلیسی: Harold Greetham; ۷ مارس ۱۹۳۰ – دسامبر ۲۰۱۸) بازیکن فوتبال اهل بریتانیا بود.
از باشگاه‌هایی که در آن بازی کرده‌است می‌توان به باشگاه فوتبال گریمزبی تاون اشاره کرد.